# Victor Apfelbeck

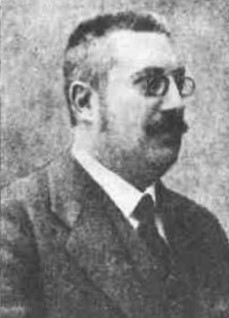
Victor Apfelbeck

Victor Apfelbeck (ur. 19 kwietnia 1859 w Eisenerz, zm. 1 maja 1934 w Sarajewie) – bośniacko-hercegowiński entomolog i handlarz owadami. Kustosz Muzeum Bośni i Hercegowiny w Sarajewie. 

## Wybrane prace
- Die Käferfauna der Balkanhalbinsel: Mit Berücksichtigung Klein-asiens und der Insel Kreta (1904)
- Beiträge zur Kenntnis wenig bekannter Stechmücken(dipt., Culicidae). Zeitschrift f. wiss. Insektenbiologie. Beil. Bd. 4, 1928, Nr 3/4